# Avenue de Madrid
L'avenue de Madrid est une voie de la commune de Neuilly-sur-Seine (département des Hauts-de-Seine),.

## Situation et accès

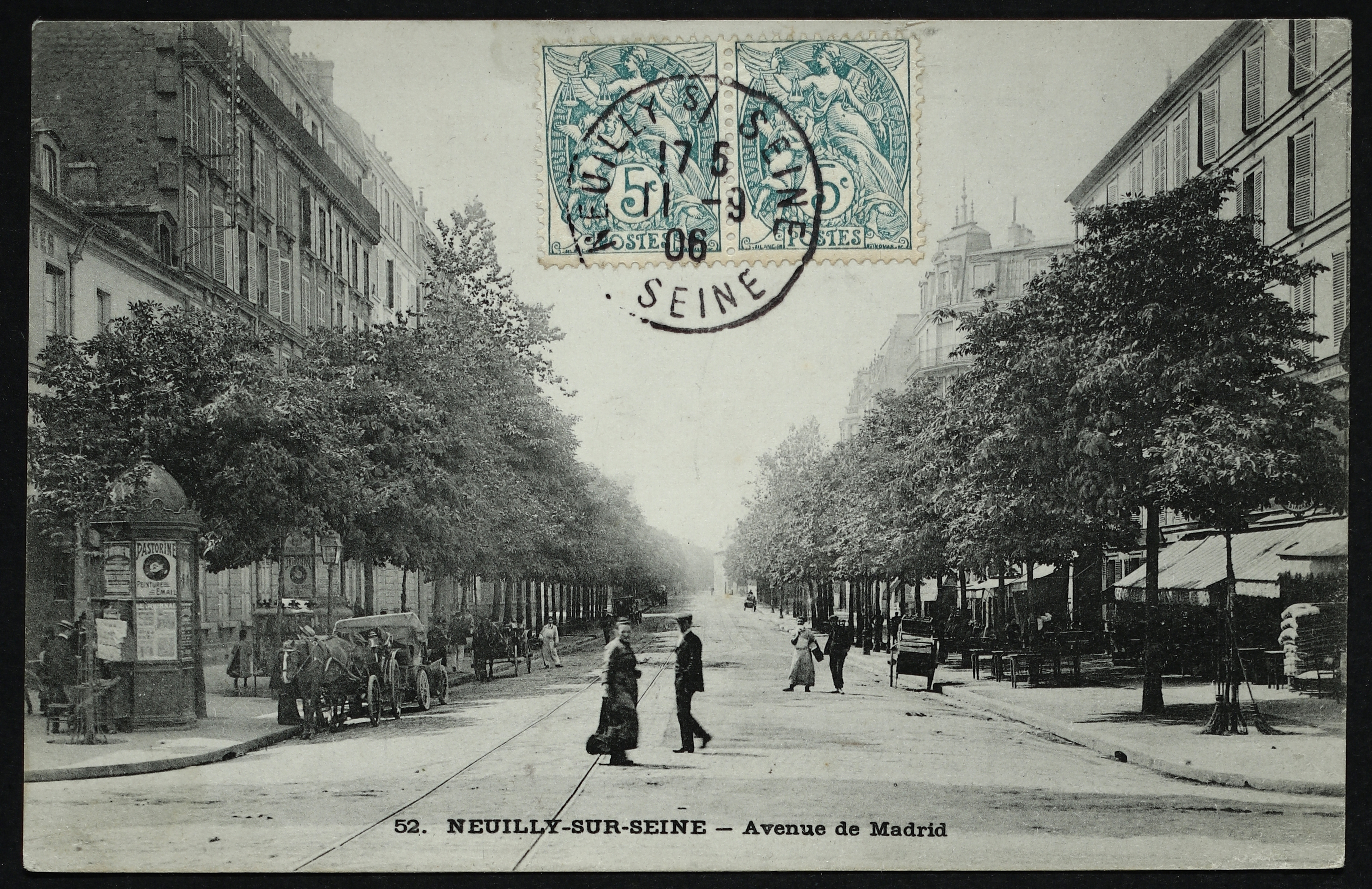
L'avenue de Madrid vers 1900.

Orientée nord-sud, longue d’environ 400 mètres, l’avenue commence avenue Charles-de-Gaulle et finit à la hauteur de la rue du Bois-de-Boulogne. Elle est rejointe ou traversée par plusieurs voies. Du nord au sud :
côté pair
- rue Boutard,
- rue du Général-Henrion-Bertier,
- villa de Madrid (voie privée),
- avenue du Parc-Saint-James (voie privée),
- rue du Bois-de-Boulogne.

côté impair
- villa Houssay,
- rue Pierret,
- rue Salignac-Fénelon.

Elle est prolongée par le boulevard du Commandant-Charcot.
L'avenue de Madrid est desservie par la ligne 1 à la station Pont de Neuilly.

## Origine du nom
Le nom de cette avenue est une référence au château de Madrid.

## Historique
En août 1944 eurent lieu des combats pour la Libération de Paris. Il y est fait huit-cents prisonniers dont une centaine d'officiers.

## Bâtiments remarquables et lieux de mémoire
- Folie Saint-James[4].
- Ancienne chapelle de la Folie Saint-James[5].

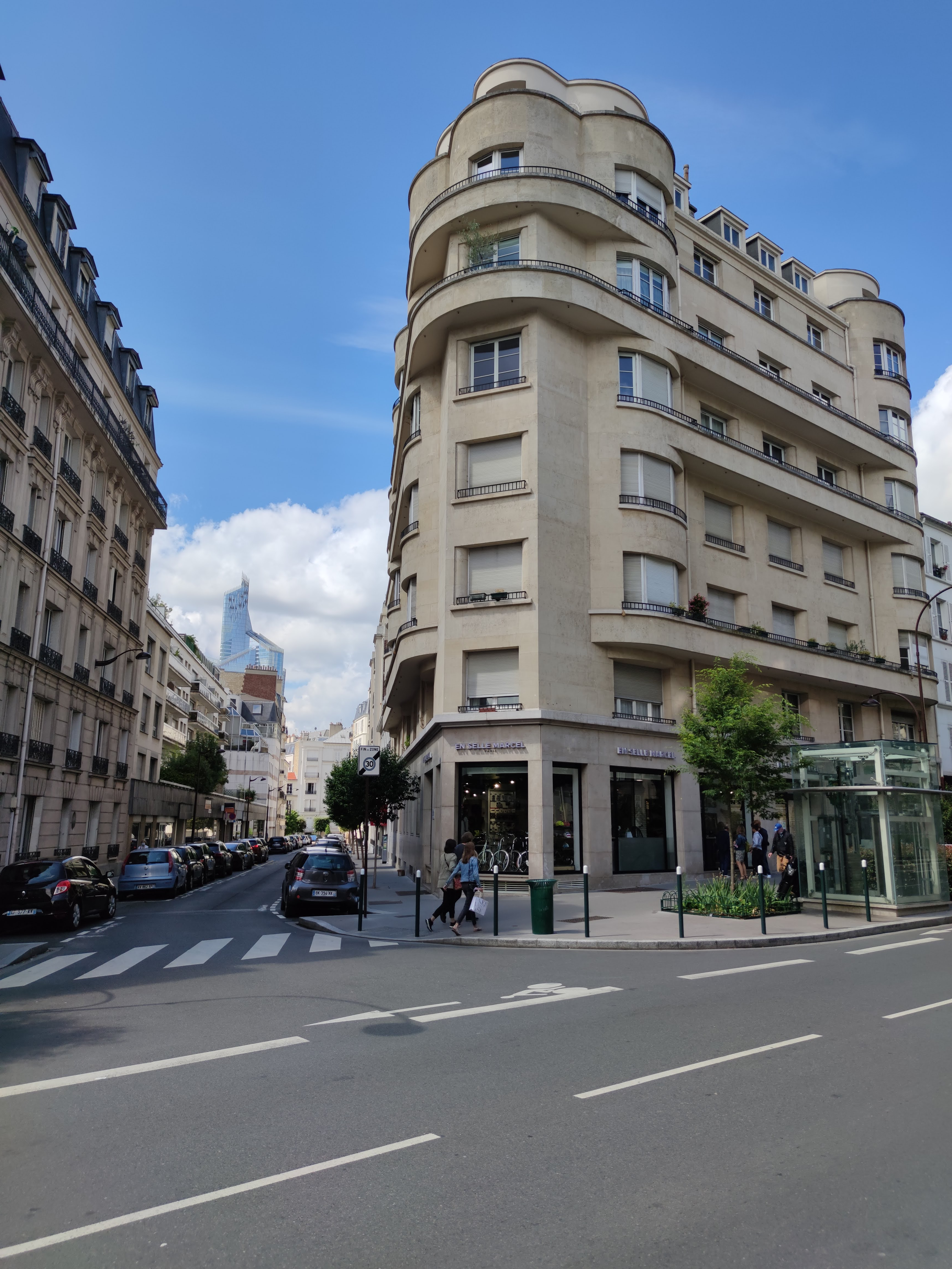
No 6 : immeuble de 1930 réalisé par l’architecte Bailly[6].
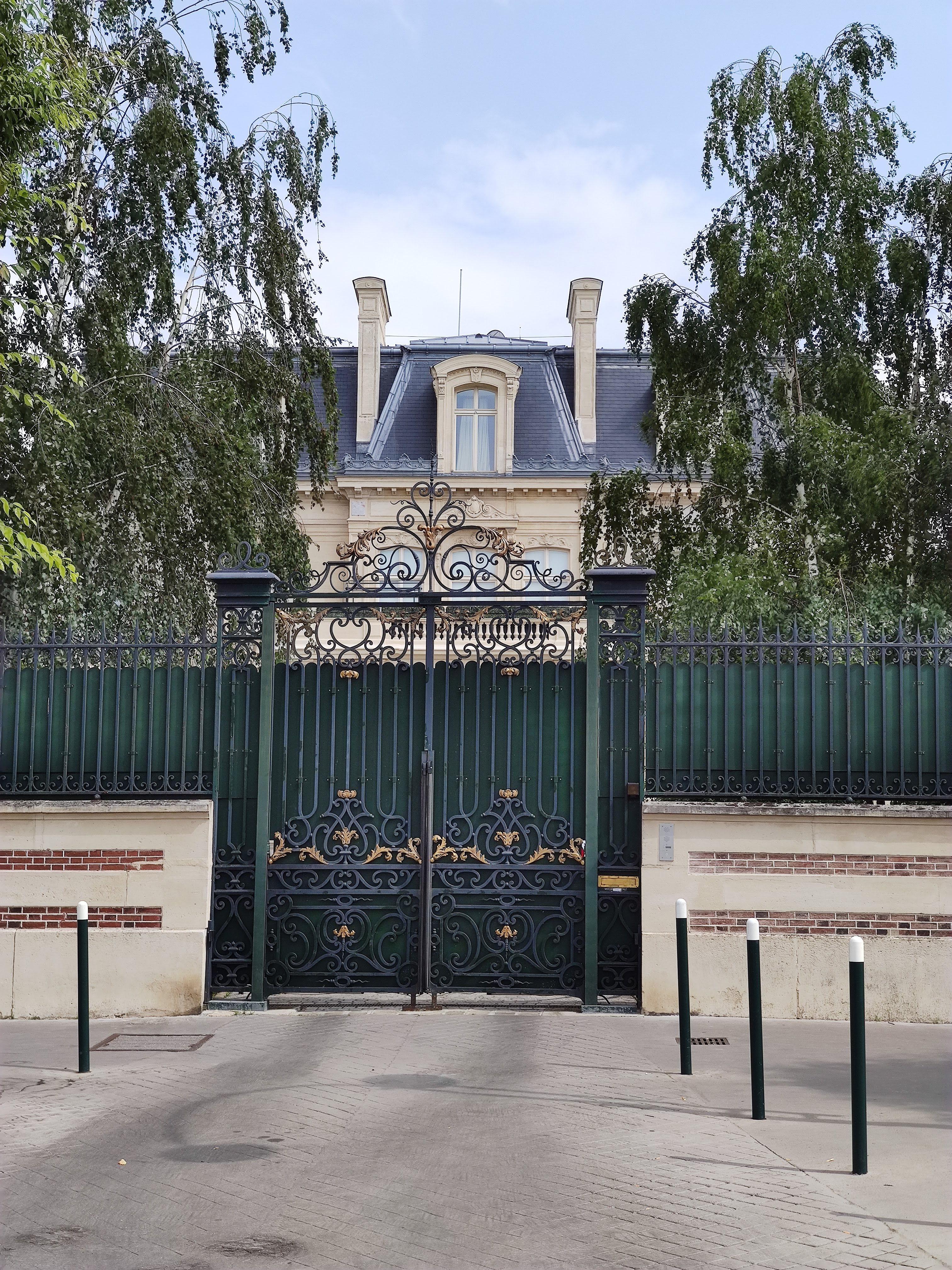
No 11, au croisement avec la rue Pierret : durant les combats de la Libération, le 25 août 1944, les FTP de Suresnes René Guiot (23 ans) et Henri Van Hulst (19 ans, pompier auxiliaire) y sont tués. Une plaque commémorative leur rend hommage[7],[8]. Elle a disparu en 2021-2022.
- No 11 bis : le cinéaste René Clair (1898-1981) a vécu à cette adresse. Une plaque commémorative lui rend hommage.
- No 16 : entrée de la villa de Madrid[9], voie privée.
- No 42 : entrée est de l'avenue du Parc-Saint-James (voie privée).
- No 44 : durant la guerre du Viêt Nam, la « mission permanente du gouvernement révolutionnaire provisoire de la République du Sud Viêt Nam en France » se trouvait à ce numéro. Ce bâtiment est aujourd'hui le siège de la délégation du commerce du Viêt Nam en France.

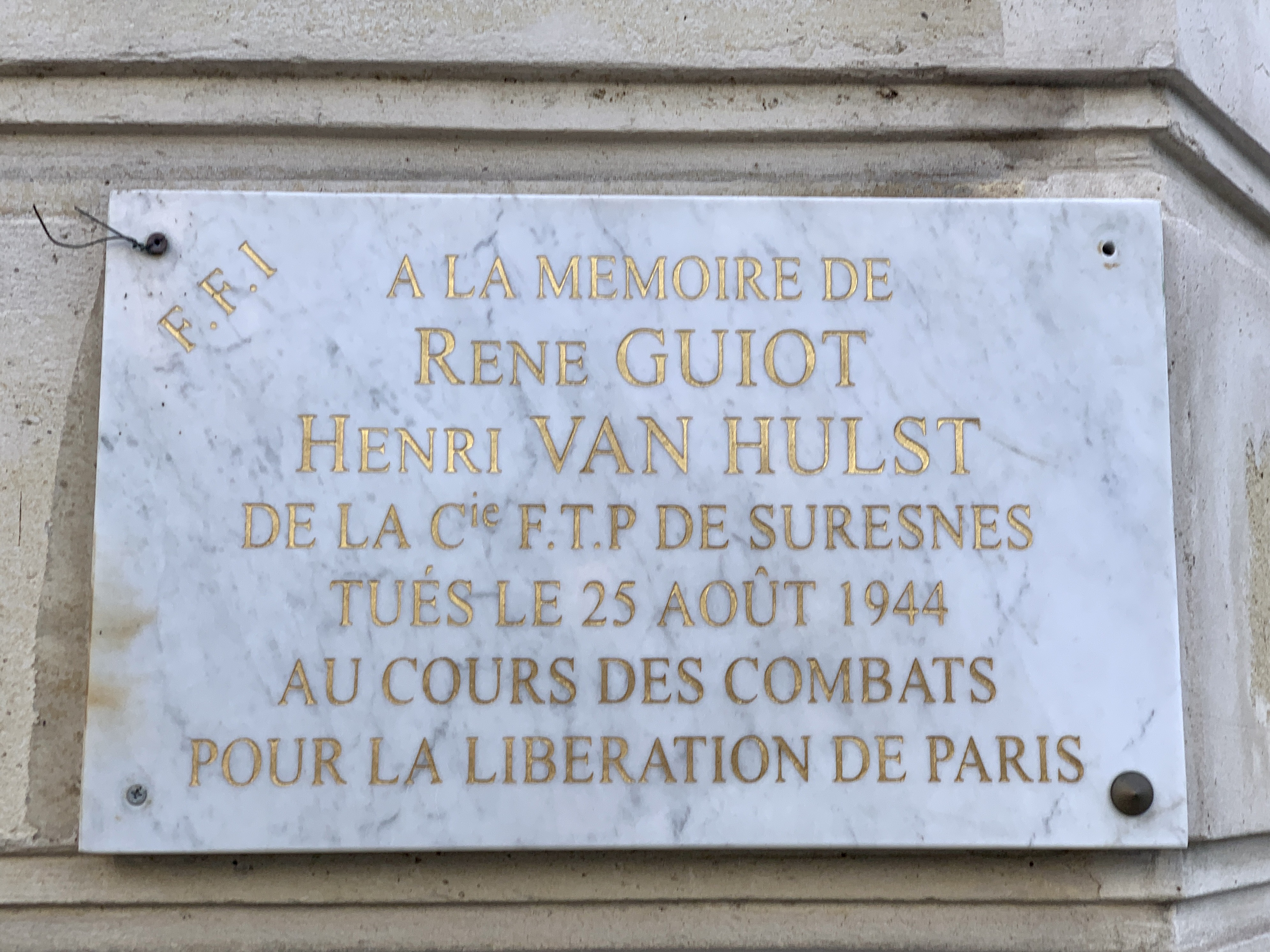
Plaque au no 11.
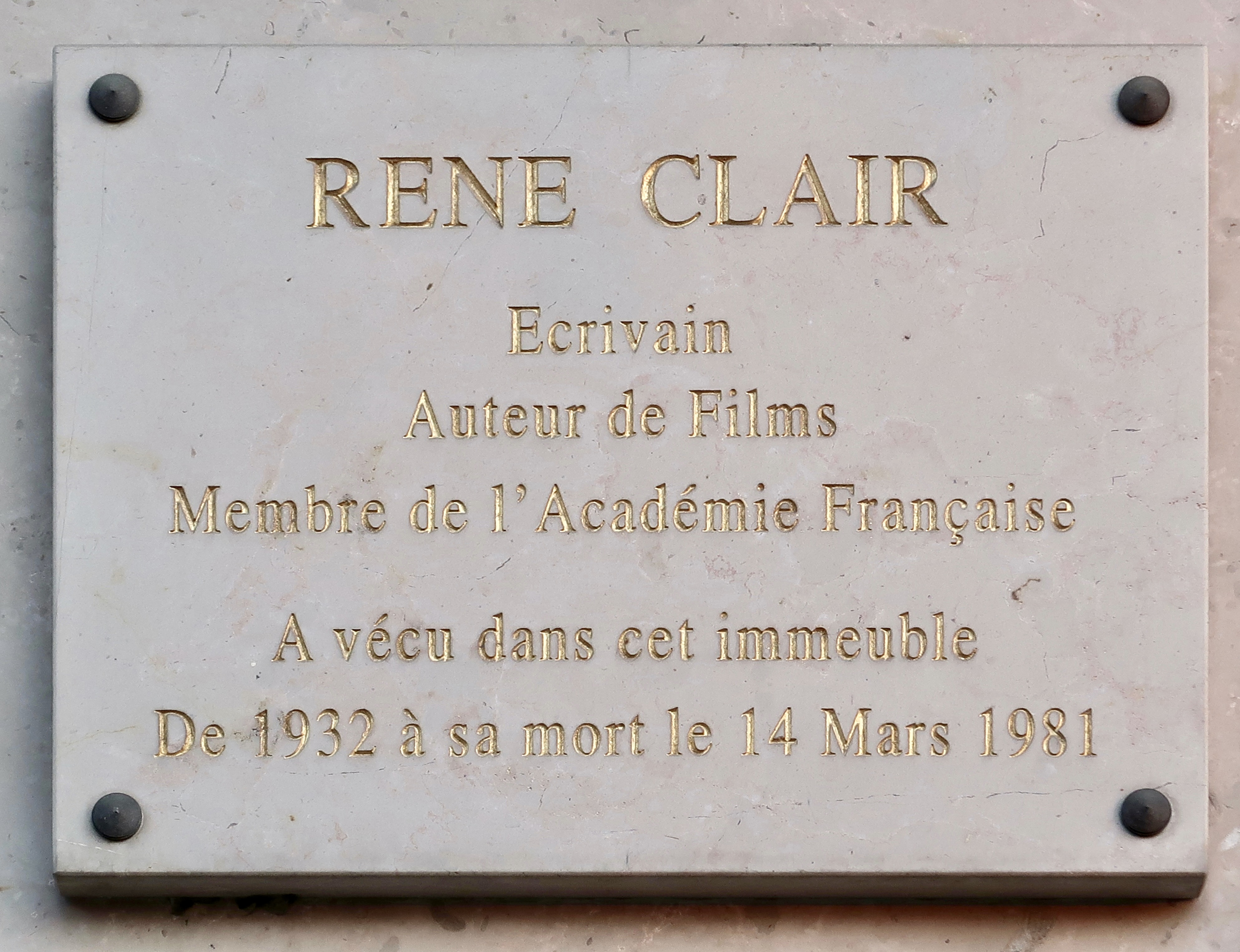
Plaque au no 11 bis.

- No 6.
- No 19.